# Palácio dos Golfines de Abajo

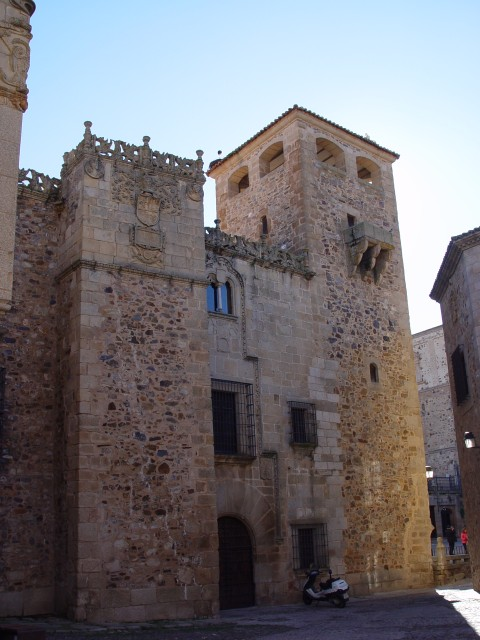
Palácio dos Golfines de Abajo, fachada e torre

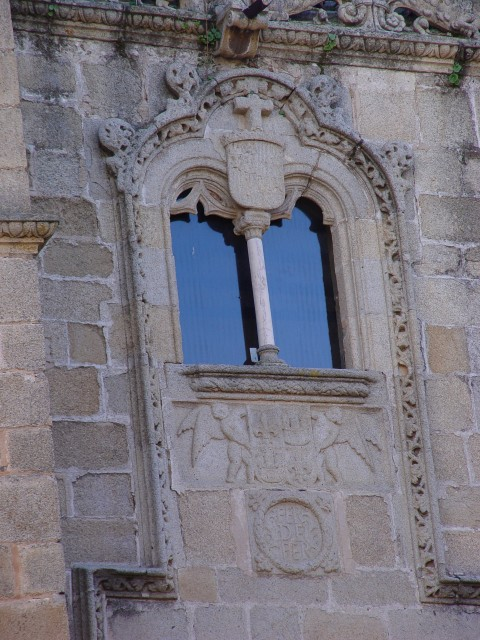
Palácio dos Golfines de Abajo, janela com o escudo dos Reis Católicos

O Palacio dos Golfines de Abajo é uma das construções mais representativas de Cáceres. Foi construído pelo ramo dos Golfín que se instalou na cidade imediatamente após a sua reconquista.
Combina eficazmente dois estilos: casa-fortaleza do século XV e o gosto humanista do século XVI. Do primeiro destaca a sua torre com dois balestreiros laterais e os seus arcos rebaixados. Do segundo sobressai a cresteria plateresca de animais fantásticos que coroa toda a fachada, bem como as molduras de granito que envolvem as portas e janelas e os escudos senhoriais, dos Golfines e os Álvarez. A Barbacã com duas flores de lis e dois castelos é a representativa dos Golfines. Do interior vale a pena destacar o Salão das Linhagens, rectangular com artesanato policromado e uma completa genealogia da família.
A denominação "de abaixo" serve para diferenciar-los do outro ramo da família, "de acima", por estarem esses situados na parte baixa do recinto amuralhado. Em agradecimento aos numerosos serviços da família aos Reis Católicos, estes permitiram colocar o seu escudo, único em Cáceres, na fachada do seu palácio. Encontra-se, coroado por uma cruz, sobre o mainel de mármore da janela geminada mais alta da fachada principal. O palacio albergou os Reis Católicos nas duas vezes que visitaram a cidade.